# Agence de développement des petites et moyennes entreprises (Azerbaïdjan)
L'Agence de développement des petites et moyennes entreprises est une agence qui soutient le développement des micro, petites et moyennes entreprises en République d'Azerbaïdjan. Elle est chargée de fournir un soutien et une gamme de services aux entrepreneurs, de coordonner et de réglementer les services publics dans ce domaine. 

## Histoire
L'Agence de développement des petites et moyennes entreprises a été créée par décret du Président de la République d'Azerbaïdjan le 28 décembre 2017. 
Par décret présidentiel en date du 26 juin 2018, l'Agence a été renommée Agence de développement des petites et moyennes entreprises de la République d'Azerbaïdjan.

## Activité
L'Agence de développement des petites et moyennes entreprises mène les activités suivantes dans les domaines définis par la Charte de l'Agence de développement des petites et moyennes entreprises de la République d'Azerbaïdjan :
- participer à l'élaboration des politiques et à la régulation d'une politique étatique unifiée dans le domaine des micro, petites et moyennes entreprises;
- prendre les mesures nécessaires pour protéger les droits des entrepreneurs;
- coopèrer avec les organisations internationales, les organismes gouvernementaux compétents de pays étrangers et les investisseurs afin d'étudier la possibilité d'appliquer l'expérience internationale, d'étudier l'expérience pertinente des pays étrangers, etc.
- évaluer la mise en œuvre, la qualité et la transparence des services des Maisons PME conformément à la loi ;
- prendre des mesures pour créer un environnement commercial favorable dans le domaine concerné, etc[4]